# Henri Lanos

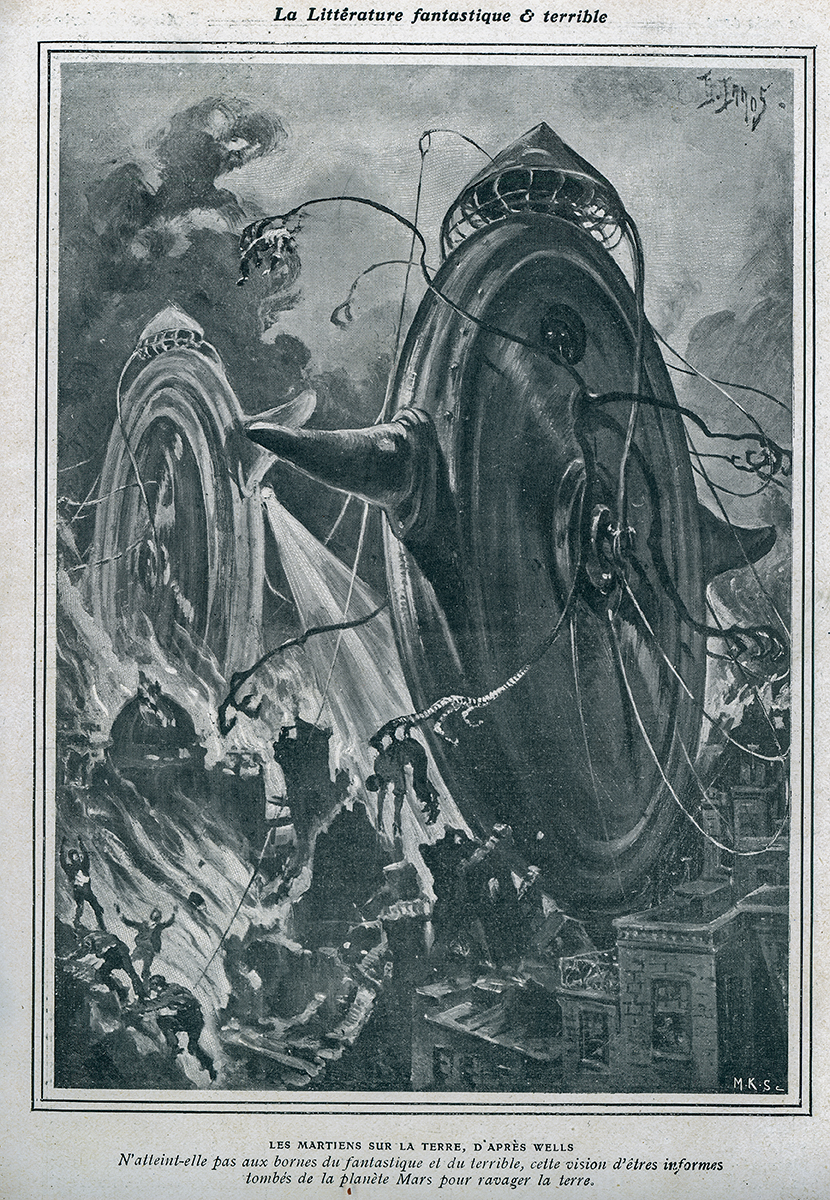
Illustrazione de La guerra dei mondi, 1905

Henri Lanos (Parigi, 19 agosto 1859 – Parigi, 6 gennaio 1929) è stato un pittore e illustratore francese.

## Biografia
Lanos è stato un illustratore e disegnatore attivo dagli anni '80 del XIX secolo. Collaborò per riviste come La Caricature, L'Illustration e Je sais tout, oltre ad essere illustratore per i romanzi di Alphonse Daudet, Hector Malot, Guy de Maupassant, Émile Zola e H. G. Wells.
Fu membro della Société des Artistes Français.